# Grand Prix Meksyku Formuły 1
Grand Prix Meksyku Formuły 1 – wyścig Formuły 1 organizowany nieregularnie. Po raz pierwszy odbył się w 1963 roku. Tor jest położony na przedmieściach miasta Meksyk i miał trzy wersje. Na pierwszej z nich rozgrywano zawody w latach 1963-1970, a liczyła ona 5 kilometrów. Druga wersja miała 4,421 km (rozgrywano na niej zawody w sezonach 1986-1992), natomiast trzecia ma długość 4,305 km i jest wykorzystywana od 2015 roku.

## Zwycięzcy Grand Prix Meksyku
| Sezon       | Kierowca         | Konstruktor        | Tor                          |               |
| ----------- | ---------------- | ------------------ | ---------------------------- | ------------- |
| 1963        | Jim Clark        | Lotus-Climax       | Autódromo Hermanos Rodríguez | Wyniki        |
| 1964        | Dan Gurney       | Brabham-Climax     | Autódromo Hermanos Rodríguez | Wyniki        |
| 1965        | Richie Ginther   | Honda              | Autódromo Hermanos Rodríguez | Wyniki        |
| 1966        | John Surtees     | Cooper-Maserati    | Autódromo Hermanos Rodríguez | Wyniki        |
| 1967        | Jim Clark        | Lotus-Ford         | Autódromo Hermanos Rodríguez | Wyniki        |
| 1968        | Graham Hill      | Lotus-Ford         | Autódromo Hermanos Rodríguez | Wyniki        |
| 1969        | Denny Hulme      | McLaren-Ford       | Autódromo Hermanos Rodríguez | Wyniki        |
| 1970        | Jacky Ickx       | Ferrari            | Autódromo Hermanos Rodríguez | Wyniki        |
| 1971 – 1985 | nie rozegrano    | nie rozegrano      | nie rozegrano                | nie rozegrano |
| 1986        | Gerhard Berger   | Benetton-BMW       | Autódromo Hermanos Rodríguez | Wyniki        |
| 1987        | Nigel Mansell    | Williams-Honda     | Autódromo Hermanos Rodríguez | Wyniki        |
| 1988        | Alain Prost      | McLaren-Honda      | Autódromo Hermanos Rodríguez | Wyniki        |
| 1989        | Ayrton Senna     | McLaren-Honda      | Autódromo Hermanos Rodríguez | Wyniki        |
| 1990        | Alain Prost      | Ferrari            | Autódromo Hermanos Rodríguez | Wyniki        |
| 1991        | Riccardo Patrese | Wiliams-Renault    | Autódromo Hermanos Rodríguez | Wyniki        |
| 1992        | Nigel Mansell    | Williams-Renault   | Autódromo Hermanos Rodríguez | Wyniki        |
| 1993 – 2014 | nie rozegrano    | nie rozegrano      | nie rozegrano                | nie rozegrano |
| 2015        | Nico Rosberg     | Mercedes           | Autódromo Hermanos Rodríguez | Wyniki        |
| 2016        | Lewis Hamilton   | Mercedes           | Autódromo Hermanos Rodríguez | Wyniki        |
| 2017        | Max Verstappen   | Red Bull-TAG Heuer | Autódromo Hermanos Rodríguez | Wyniki        |
| 2018        | Max Verstappen   | Red Bull-TAG Heuer | Autódromo Hermanos Rodríguez | Wyniki        |
| 2019        | Lewis Hamilton   | Mercedes           | Autódromo Hermanos Rodríguez | Wyniki        |
| 2020        | nie rozegrano    | nie rozegrano      | nie rozegrano                | nie rozegrano |
| Sezon       | Kierowca         | Konstruktor        | Tor                          |               |

Liczba zwycięstw (kierowcy):
- 2 – Jim Clark, Lewis Hamilton, Nigel Mansell, Alain Prost, Max Verstappen
- 1 – Gerhard Berger, Richie Ginther, Dan Gurney, Graham Hill, Denny Hulme, Jacky Ickx, Riccardo Patrese, Nico Rosberg, Ayrton Senna, John Surtees

Liczba zwycięstw (producenci podwozi):
- 3 – Lotus, McLaren, Williams, Mercedes
- 2 – Ferrari, Red Bull
- 1 – Benetton, Brabham, Cooper, Honda

Liczba zwycięstw (producenci silników):
- 4 – Honda
- 3 – Ford, Mercedes
- 2 – Climax, Ferrari, Renault, TAG Heuer
- 1 – BMW, Maserati